# مليارديرات مثليون

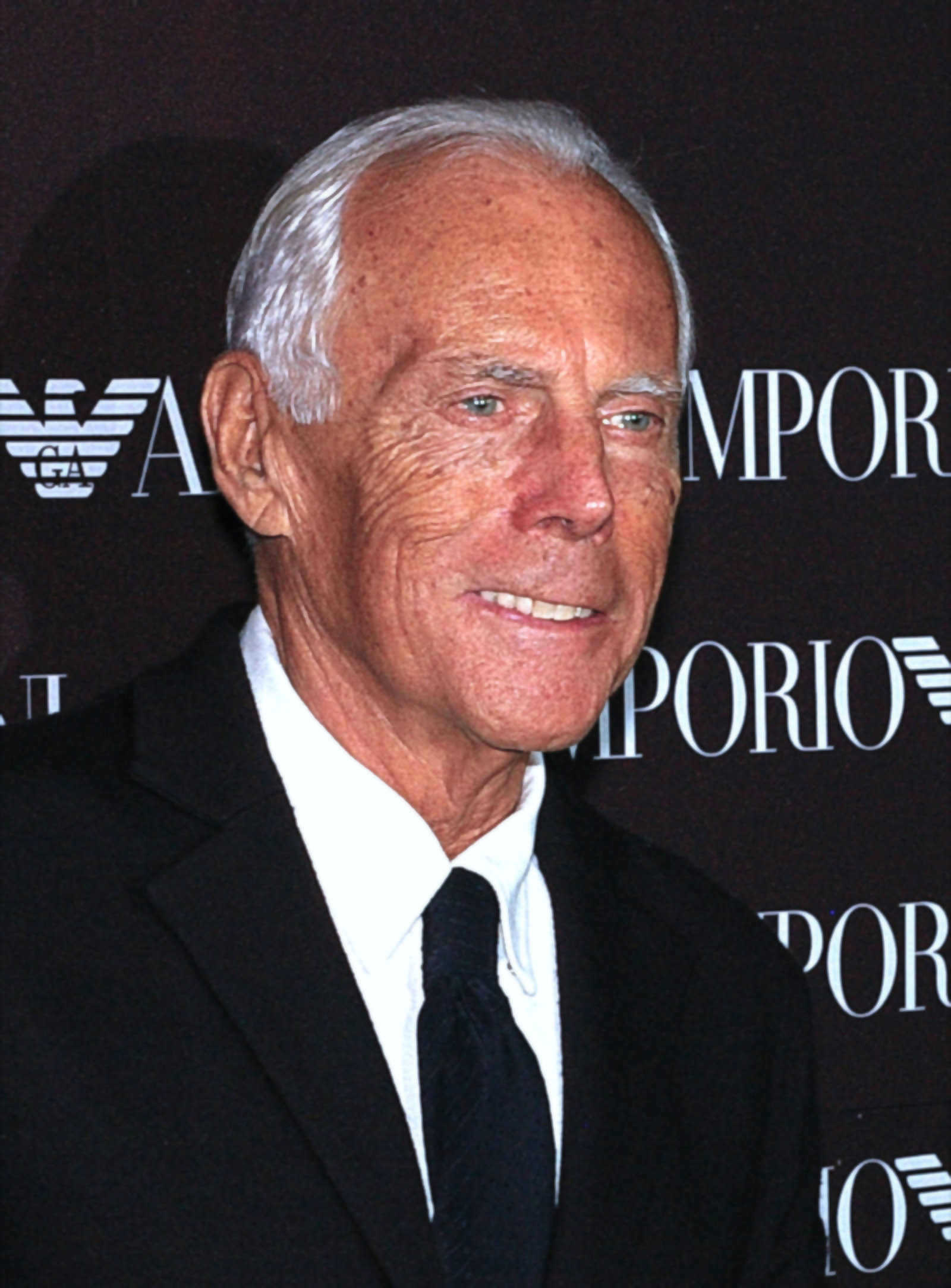
جورجيو أرماني

يشير المليارديرات المثليين إلى الأشخاص الذين يُعرفون بأنهم من المثليين والمليارديرات, من حيث الثروة النقدية التي يتحكمون بها وصافي ثروتهم.
اعتبارًا من 2015, كان مصمم الأزياء الإيطالي جورجيو أرماني - الذي تبلغ ثروته الصافية 8.1 مليار دولار أمريكي - أغنى شخص في مجتمع المثليين (وفقاً لمجلة ذا أدفوكيت الأمريكية).
أرماني لديه عاشق طويل الأمد، شون ميلو. لقد كانوا معاً منذ عام 2000.

## تاريخ
في عام 1980, ظهر ديفيد جيفن, المؤسس المشارك لدريم ووركس, كأول ملياردير مثلي الجنس في العالم. كان قد واعد نساء من قبل مثل شير, لكنه أخيراً تعامل مع هذه الحياة الجنسية في أوائل الثمانينيات وأصبحت واحدة من أهم القوى في حركة حقوق المثليين بحلول عام 1992.
يشتهر جورجيو أرماني بكونه شخصاً سيئ السمعة وظل هادئاً نسبياً بشأن حياته الجنسية. وتكهن صحيفة صنداي تايمز بأنه ظل هادئًا بشأن الموضوع خوفاً من تراجع مبيعات أرماني في آسيا إذا خرج رسميًا. ومع ذلك، في عام 2000, أخبر فانيتي فير, «لقد كان لدي نساء في حياتي. وأحيانًا الرجال».
في 16 آب 2013, تصدرت جينيفر بريتزكر عناوين الصحف بإعلانها تعريف نفسها كامرأة في جميع الأعمال والمشاريع الشخصية. جعل هذا الإعلان بريتزكر أول ملياردير متحول جنسيًا في العالم. في أكتوبر 2015, ظهر ثاني أغنى ملياردير نرويجي شتاين إريك هاغن كمخنثين في البرنامج الحواري النرويجي Skavlan.

## قائمة
| اسم             | صافي الثروة مليار دولار | الميول الجنسي  | المواطنة                      |
| --------------- | ----------------------- | -------------- | ----------------------------- |
| جورجو أرماني    | 8.10▼                   | ازدواجية الجنس | إيطاليا                       |
| ديفيد جيفن      | 6.10▲                   | مثلي           | الولايات المتحدة              |
| شتاين إريك هاغن | 4.30▲                   | ثنائي الجنس    | النرويج                       |
| بيتر ثيل        | 3.30▲                   | مثلي           | الولايات المتحدة و نيوزيلاندا |
| جينيفر بريتزكر  | 1.80▲                   | متحول جنسياً    | الولايات المتحدة              |
| دومينيكو دولتشي | 1.74▼                   | مثلي           | إيطاليا                       |
| جون سترايكر     | 1.60▲                   | مثلي           | الولايات المتحدة              |
| ستيفانو غابانا  | 1.56▼                   | مثلي           | إيطاليا                       |
| ميجان إليسون    | 1.50▼                   | سحاقية         | الولايات المتحدة              |
| تيم كوك         | 1.30▲                   | مثلي           | الولايات المتحدة              |